# Isla Lougheed
Isla Lougheed (Lougheed Island) es una de las islas del Grupo Findlay en el archipiélago Ártico Canadiense, perteneciente al grupo de Islas de la Reina Isabel, y administrativamente al territorio de Nunavut. 

## Geografía
Isla Lougheed está relativamente aislada en comparación con otras islas del Ártico canadiense, situada en el mar del príncipe Gusatf Adolf. Las islas más próximas son al noroeste, isla Mackenzie King (a 87 km) e isla Borden (a 100 km); al, nordeste, isla Ellef Ringnes (a 65 km) e isla King Christian (a 65 km); al sur, isla Cameron (a 50 km) y al suroeste, isla Melville (a 93 km). 
Isla Lougheed tiene una superficie de 1.308 km², lo que la convierte, por tamaño, en la 15.ª isla del archipiélago y la (43.ª de Canadá).

## Historia
Isla Lougheed fue descubierta en 1916 por el explorador canadiense del ártico Vilhjalmur Stefansson, en sus expediciones de 1913-18. 
El 14 de abril de 1993, Medio Ambiente de Canadá revocó un permiso que se había concedido a la Panarctic Oil Ltd. para deshacerse de 400 toneladas de chatarra en el océano frente a la isla de Lougheed. La decisión fue adoptada en respuesta a las preocupaciones expresadas por los residentes de los asentamientos de Grise Fiord, Resolute, Ártico Bay y Pond Inlet. En lugar de disponer del material en el mar, un proyecto de investigación se inició para evaluar el impacto ambiental del almacenamiento de chatarra de metal en la Isla de Lougheed. 
En 1994, Larry Newitt de la «Geological Survey de Canadá» y Charles Barton de la «Australian Geological Survey Organización», establecieron un observatorio magnético temporal en isla Lougheed, cerca de la posición prevista del Polo Norte magnético, a fin de controlar las fluctuaciones a corto plazo del campo magnético terrestre.

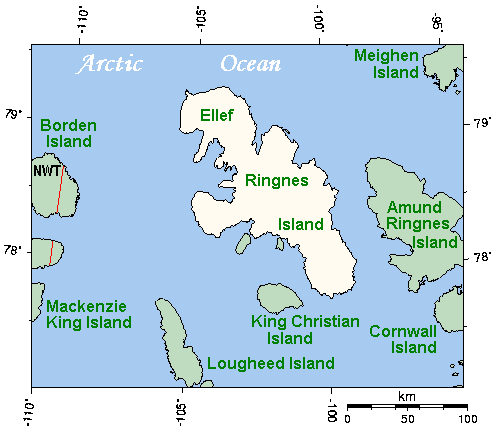
Mapa de Isla Ellef Ringnes, con Isla Lougheed en la parte inferior central.